# Corneille de Meek
Corvus meeki
Espèce
Statut de conservation UICN

 LC  : Préoccupation mineure
La Corneille de Meek (Corvus meeki) est une espèce d'oiseaux de l'ordre des Passeriformes et de la famille des Corvidae qui remplace la Corneille à bec blanc dans le nord des îles Salomon.

## Description
Mesurant 40 à 41 cm, c'est un corvidé de taille moyenne, doté d'un bec massif et très arqué et d'une queue longue et étroite. Son plumage est d'un noir brillant, avec des reflets bleus et verts sur la tête et le dessous et des reflets pourpres sur le dessus. Le bec est noir, contrairement à la Corneille à bec blanc, avec des vibrisses non pas divisées par le culmen, mais formant une petite touffe à la base de la mandibule supérieure. Les pattes sont noires avec des coussins orange. L'iris est brun moyen à foncé chez l'adulte et bleu-gris chez le jeune.

## Répartition et habitat
Comme l'indique son nom anglais, Bougainville Crow, la Corneille de Meek peuple l'île Bougainville, mais aussi l'île Buka, appartenant toutes deux à la Papouasie-Nouvelle-Guinée, ainsi que les îles Shortland, dans les îles Salomon.
Elle fréquente principalement la forêt pluviale, sa lisière, les jardins et occasionnellement les plantations de cocotiers, des plaines jusqu'à 1 600 mètres d'altitude.

## Écologie et comportement
Sa biologie est très mal connue.

### Alimentation
La Corneille de Meek est omnivore, avec un régime composé d'insectes, de baies et de fruits, incluant les papayes dans les jardins. Elle cherche sa nourriture dans les arbres, en petits groupes souvent bruyants. 

### Reproduction
Une femelle du nord des Salomon a été décrite comme en état de se reproduire en septembre, ce qui suggère une ponte lors de l'été austral. Un nid a été signalé en mars comme contenant quatre jeunes au nid partiellement emplumés et un autre avec un adulte. L'information manque par ailleurs.

### Voix
La Corneille de Meek émet des séries de croassements rauques et saccadés, similaires aux cris de la Corneille à bec blanc, plus aigus et plus rapides que ceux du Corbeau de Torres.

## Taxonomie
Elle a été décrite par le naturaliste britannique Lionel Walter Rothschild en 1904. Elle était autrefois considérée comme une sous-espèce de la Corneille à bec blanc. Certains auteurs lui ont attribué la sous-espèce Corvus meeki insularis,, élevée au rang d'espèce par le Congrès ornithologique international en 2010 sous le nom de Corneille des Bismarck.